# Ed Groot
Vincentius Aloysius (Ed) Groot (Grootebroek, 26 december 1957) is een Nederlands financieel journalist en columnist. Hij was van 17 juni 2010 tot 23 maart 2017 Tweede Kamerlid voor de Partij van de Arbeid.
Afkomstig uit een tuindersgezin en opgeleid als econoom aan de Universiteit van Amsterdam, is hij sinds zijn afstuderen in 1985 als redacteur (en later ook als columnist) bij Het Financieele Dagblad werkzaam, behalve van 1996 tot 2000 toen hij op het Ministerie van Sociale Zaken en Werkgelegenheid adviseur annex speechschrijver was. Sinds zijn terugkeer naar Het Financieele Dagblad in 2000 voert hij de redactie over de onderwerpen economie en politiek.
Groot huldigt economisch-liberale opvattingen en heeft een voorkeur voor een afgeslankte overheid. Hij is pas sinds midden april 2010 lid van de PvdA en stond 17e op de kandidatenlijst van de PvdA voor de Tweede Kamerverkiezingen van 2010. Partijprominenten Wouter Bos en Job Cohen hadden hem speciaal gevraagd zich kandidaat te stellen. Groot wil zich als Kamerlid inzetten voor een (financieel) beter functionerende woningmarkt en een rechtvaardiger pensioenstelsel. Ook wil hij laten zien dat een sociale economische opstelling en het streven naar evenwichtige overheidsfinanciën elkaar niet hoeven uit te sluiten. Groot is lid van de op 16 april 2013 ingestelde Parlementaire enquêtecommissie Woningcorporaties, die onderzoek doet naar de opzet en het functioneren van het stelsel van woningcorporaties. Groot werd niet opgenomen op de kandidatenlijst van de PvdA voor de Tweede Kamerverkiezingen 2017.